# Майкл Собелл
Сер Майкл Собелл (1 листопада 1892 — 1 вересня 1993) був британським бізнесменом, великим філантропом і видатним власником/заводчиком чистокровних скакових коней .

## Сім'я і дитинство

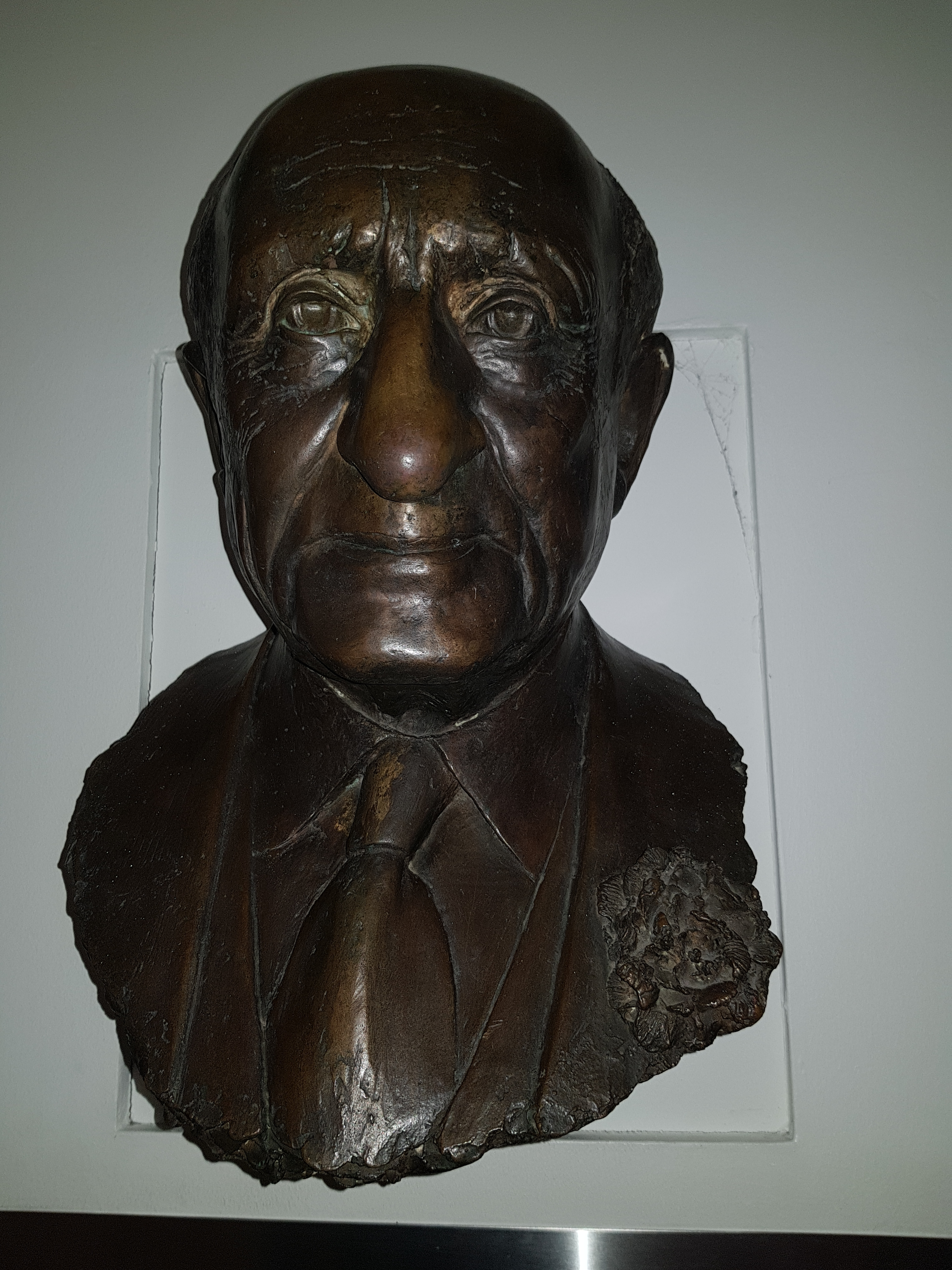
Бюст сера Майкла Собелла в центрі відпочинку Sobell, Абердер

Собел (з 1946 року — Собелл) народився у Бориславі, Галичині, у єврейській родині. Він був єдиним сином Льюїса Собела та його дружини Естер. Сім'я володіла фабриками в Австро-Угорській імперії та маєтком нафти в Лімбурзі в Німеччині, але його батьки перебралися до Англії у 1903 році, щоб уникнути антисемітизму. Родина поселилася в Далстоні, на сході Лондона, де Льюїс Собел відкрив кондитерську. З 1903 року Майкл Собел відвідував школу для хлопчиків Central Foundation на вулиці Коупер у Фінсбері. У 1917 році він одружився зі своєю дружиною Енн.

## Ділова кар'єра
У шістнадцять років, з грошима, що надав йому батько, він зайнявся імпортом виробів зі шкіри. Пізніше він та його батько працювали як виробники шкіряних виробів.
Собелл заробив статок як піонер у галузі електроніки завдяки своєму Radio &amp; Allied Industries Ltd., виробнику радіоприймачів, який став одним із найбільших і найуспішніших виробників телевізорів у Великобританії. Його дочка Нетта вийшла заміж за Арнольда Вайнстока, який приєднався до компанії в 1954 році. У 1961 році компанія Собелла об'єдналася з The General Electric Company plc (GEC), зробивши сім'ю GEC найбільшим акціонером.

## Кінний спорт (Thoroughbred horse racing)
Майкл Собелл, власник і заводчик чистокровних скакових коней, першим великим переможцем у перегонах став Лондон Край у Кембриджширському гандикапі 1958 року. Він найняв Гордона Річардса своїм менеджером з перегонів, а в 1960 році Собелл придбав Ballymacoll Stud, племінну ферму, що належала Дороті Педжет в графстві Міт, Ірландія. Серед успіхів його гоночної конюшні Адметус виграв 1974 рік у Вашингтоні, округ Колумбія, Міжнародні ставки на іподромі Лорел Парк у Лорелі, штат Меріленд, на той час найважливіші міжнародні перегони в Америці. Вдома Адметус виграв Ставки принца Уельського та кілька гонок у Франції, включаючи Гран-прі д'Еврі та Прі Моріса де Ньєя . Він також володів Lancastrian, переможцем Prix Ganay, Reform, одинадцять перемог якого включали Champion Stakes і Sallust, переможця Sussex Stakes .

## Філантропія
Природа бізнесу Майкла Собелла привела його до участі в освітніх та інших установах, які розвивали науку, і він служив головою Британського комітету Техніон. Крім того, він використав своє велике багатство, щоб заснувати Фонд Енн і Майкла Собеллів у 1962 році (перейменований на Фонд Собелла у 1977 році), який надавав фінансову підтримку різноманітним благодійним цілям, включаючи медичні, освітні та фітнес-заходи. Фонд Собелла підтримував і збирав кошти для таких закладів, як Хоспіс Собелл Хаус, Синайська школа Майкла Собелла, Хоспіс Майкла Собелла, Трест дослідження мозку та Спортивний центр Майкла Собелла у Фінсбері-Парку, Іслінгтон . Центр дозвілля Майкла Собелла в Абердере, Південний Уельс також носить його ім'я.
Майкл Собелл був посвячений у лицарі під час новорічних відзнак 1972 року, ставши лицарем-бакалавром . Він помер у 1993 році у віці 100 років. Більшу частину своїх статків він заповів своєму благодійному фонду.